# アートフォリア
アートフォリア株式会社は、早稲田大学ビジネススクール修了生によるベンチャー企業。国内の若手現代美術作家の作品や時間を、主に国内の企業・個人に提供し、その対価として収入を得るアートバンク事業を運営している。
アートバンク事業は、カナダやオーストラリアで30年以上に渡って運営されているが、これを日本社会の固有性に合わせてカスタマイズ（事前カウンセリングや配送・設置サポート、保険などのアフターサービス等）して、主に首都圏内でサービスを提供している。現在70名以上の作家が登録している。
本社は東京都新宿区の早稲田大学インキュベーションセンター内にある。代表取締役社長は、創立者でもある小山聰。

## 概要
社名の由来
社名は「Art」と「Euphoria」から取った造語で、「アートによる高楊感、陶酔」を意味する。
- 私たちにとって、あまり馴染みのなかった現代アートの作品を、生活空間で自然に楽しめること。
- ローカルなアーティストが、私たちの身近な場所で活躍するのを感じられること。
- そしてその結果、私たちが、日々の暮らしをより心豊かに生きることを学べること。

そのような社会の実現を目指している。
ミッション
アートバンク事業を運営することにより、一般市民が、現代美術を、普段の生活空間においてより身近に楽しむ機会が増えること。
また、若手作家には、作品の貸与料やアートプロジェクトやワークショップへの協力謝礼による経済的利益と、美術界のみならず、より一般的なオーディエンスへの幅広いプロモーションの機会を提供すること。

## 事業内容
- アートバンク事業
  - アート作品のレンタルおよび委託販売
  - 事前カウンセリング
  - 作品の導入サポート
  - 保険などのアフターサービス
  - 法人向け企画提案

- 体験ギフト「アートレンタルエクスペリエンス」

- 教育サービス事業
  - 子ども向けワークショップ

## 沿革
2009年9月、早稲田大学ビジネススクールの修了生によって創業され、アートバンクサービスを開始。
2010年2月、個人向けサービスとして、体験ギフトの国内大手ソウエクスペリエンス社と提携して「アートレンタルエクスペリエンス」のベータ版（数量限定版）を販売開始。
2010年4月、アーティストによるワークショップを企画・運営開始。
2010年6月、「アートレンタルエクスペリエンス」のサービスを正式にリリース。